# سن-پولن، کبک
سن-پولن (به فرانسوی: Saint-Paulin) شهری در منطقه شهری ماسکینونژه ناحیه موریسی در استان کبک کانادا است. در سرشماری سال ۲۰۱۱ این شهر ۱٬۶۰۳ نفر جمعیت داشته‌است و مساحت آن ۹۶٫۴ کیلومتر مربع است.